# Daniel Handler

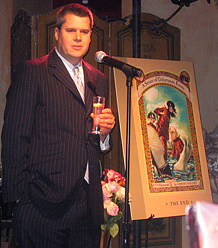
Daniel Handler

Daniel Handler, també conegut pel seu pseudònim Lemony Snicket, (San Francisco, Califòrnia, 28 de febrer 1970) és un escriptor i dramaturg estatunidenc.

## Obra dramàtica
- A Series of Unfortunate Events (1999 - 2006)